# 海吉迈格
海吉迈格，是匈牙利包尔绍德-奥包乌伊-曾普伦州所辖的一个村。总面积5.70平方公里，总人口108，人口密度18.9人/平方公里（2011年1月1日）。